# Luhačovice
Die Kleinstadt Luhačovice ([ˈlʊɦat͡ʃɔvɪt͡sɛ]) (deutsch Bad Luhatschowitz) gilt aufgrund ihrer Mineralquellen und günstiger Klimabedingungen als größter und ältester Kurort Mährens sowie als einer der bedeutendsten Kurorte Tschechiens.

## Geographie
Luhačovice liegt im Bezirk Zlín (Mähren/Tschechien) am Luhačovicer Bach (Luhačovický potok, auch als Šťávnice, Ščavnice sowie Horní Olšava bekannt) in den Weißen Karpaten auf einer Höhe von 253 m ü. NN.
Die Stadt Luhačovice wird durch 4 Katastralgemeinden gebildet. Sie entstand durch Vereinigung der selbständigen Gemeinden Luhačovice, Řetechov, Polichno und Kladná Žilín. Luhačovice hat eine Fläche von 3299,81 ha und 5740 Einwohner. 1925 wurde dem Ort das sogenannte Prager Viertel (Pražská čtvrť) angegliedert, 1960 dann die gesamte Gemeinde Pozlovice. Im 19. und frühen 20. Jahrhundert nahm die Einwohnerzahl der vormaligen Agrargemeinde rasch zu, zwischen 1850 und 1950 wuchs sie von 783 auf 2644 Einwohner.
Der höchste Gipfel in der Umgegend von Luhačovice ist der Komonec mit einer Höhe von 672 m ü. NN. Der östliche und südöstliche Teil der Umgebung von Luhačovice gehört zum Naturschutzgebiet Weiße Karpaten. Ethnographisch liegt es in der Übergangsregion Luhačovské Zálesí zwischen Valašsko im Norden und Slovácko im Süden.

## Städtepartnerschaften
- Hajdúszoboszló (Ungarn)
- Piešťany (Slowakei)

## Heilquellen

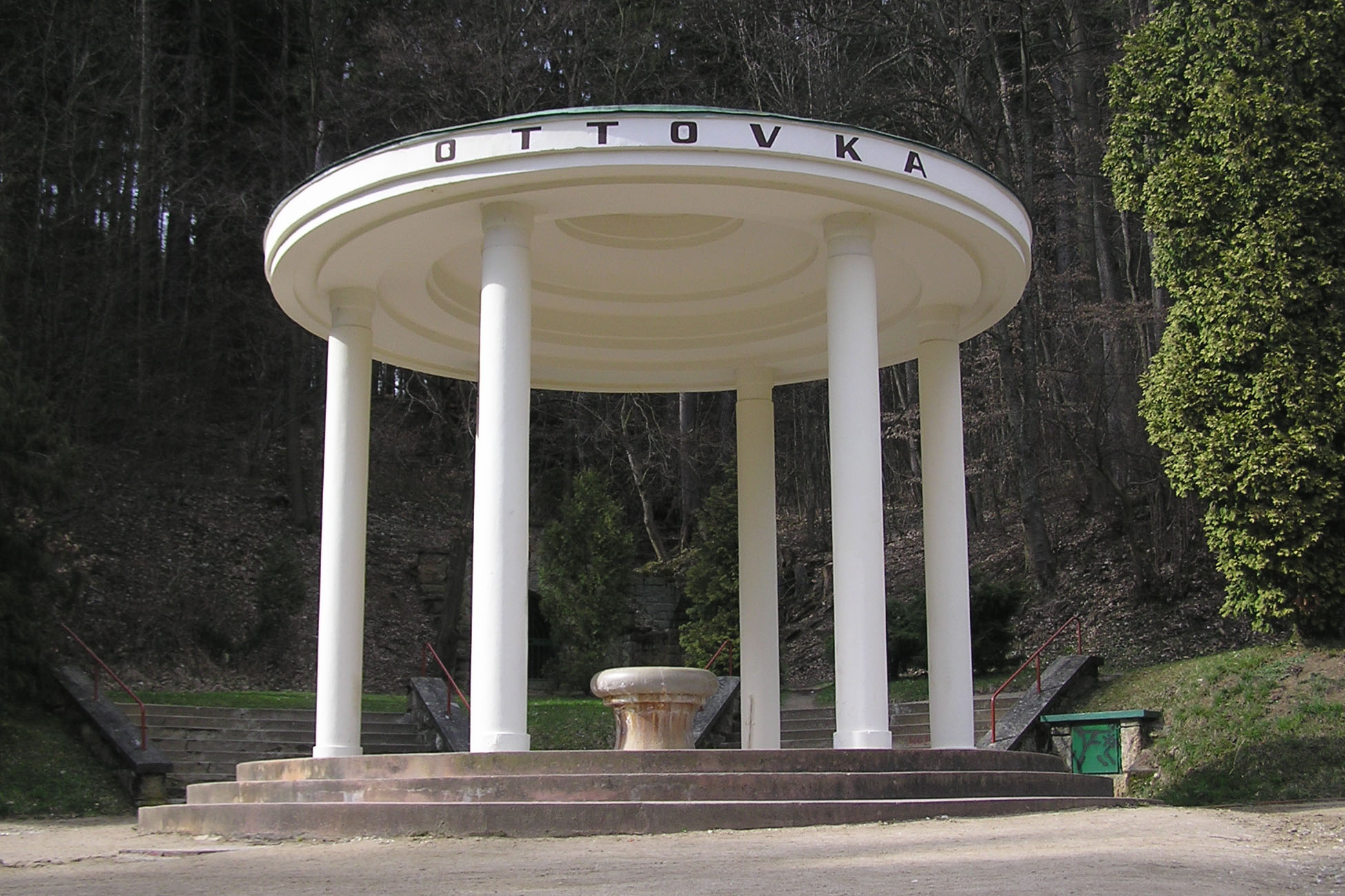
Pavillon von 1929 mit dem Trinkbrunnen der Ottovka-Quelle

Von 1629 bis zur Enteignung durch das kommunistische Regime 1948 gehörte Luhačovice den Grafen Serényi de Kis Serény. Seit der Restitution 2016 an Isabella Baronin Thienen-Adlerflycht, geborene Gräfin Serényi, gehört das Schloss mit dazugehörendem forst- und landwirtschaftlichen Betrieb nun wieder den Nachkommen der Familie. Nach dem Tod der 93-jährigen Baronin Isabella im Jahr 2019 führt nun ihr Sohn Franz Thienen-Adlerflycht die Geschäfte. Die Grafen Serényi erkannten die heilende Wirkung der Quellen schon sehr früh und verhalfen dem Ort dazu, zu einem der beliebtesten Bäder Österreich-Ungarns zu werden.
Die ursprünglich vorherrschende Landwirtschaft und der Forstbetrieb verloren wirtschaftlich in dem Maße an Bedeutung, wie der Bäderbetrieb zunahm. Die Mineralquellen waren seit 1669 bekannt und werden seit 1790 als Heilquellen genutzt. Nach 1902 wurden sie von der Aktiengesellschaft der Luhačovicer Bäder betrieben, womit der Ausbau der Badinfrastruktur in großem Stil einsetzte. Wurden 1851 noch 861 Patienten kuriert, so waren es 1909 bereits über 5000 und 1930 schon 13260 Gäste. Nach dem Zweiten Weltkrieg wurden die Badanlagen staatlich verwaltet, ab 1948 nach dem Februarumsturz der KSČ vollständig verstaatlicht.
Im frühen 18. Jahrhundert nahm die Kurtradition in Luhačovice ihren Anfang, zu Beginn des 19. Jahrhunderts erlebte sie ihre Blütezeit, die mit dem allgemeinen Aufschwung der Balneologie in den Ländern der böhmischen Krone einherging.
Pro Stunde werden 15.000 Liter Mineralwasser gefördert. Die wichtigsten darin gelösten Mineralstoffe sind Natrium, Kalzium, Magnesium, Chlor, Brom und Iod. Die Temperatur des Quellwassers bewegt sich zwischen 10 und 12 °C. Die bekanntesten Quellen sind die Vincentka, Aloiska, Ottovka, Pramen Dr. Šťastného und Sv. Josefa (Dr.-Šťastný- und St. Josef-Quelle).
Mit dem hier gewonnenen Mineralwasser werden Erkrankungen der Atemwege, des Verdauungstrakts sowie der Motorik, Diabetes und Stoffwechselstörungen kuriert.
Neben Inhalationen und Moorbädern sind besonders Trinkkuren populär, die meist mit ausgedehnten Spaziergängen zwischen den im Kurpark verteilten Quellen verbunden werden.
Aufgrund der Gründertätigkeit der Serényi sind mehrere Quellen nach Mitgliedern dieser Familie benannt worden, zum Beispiel die Vincentka (nach Graf Vinzenz Serényi), die Aloiska (nach Graf Alois Serényi) und die Ottovka (nach Graf Otto Serényi).

## Kultur und Sehenswürdigkeiten

### Theater und Museen
- Kurtheater

### Bauwerke
- Kurhaus Jurkovičův dům
- Barockschloss Luhačovice aus dem Jahre 1738
- Villenviertel „Prager Viertel“

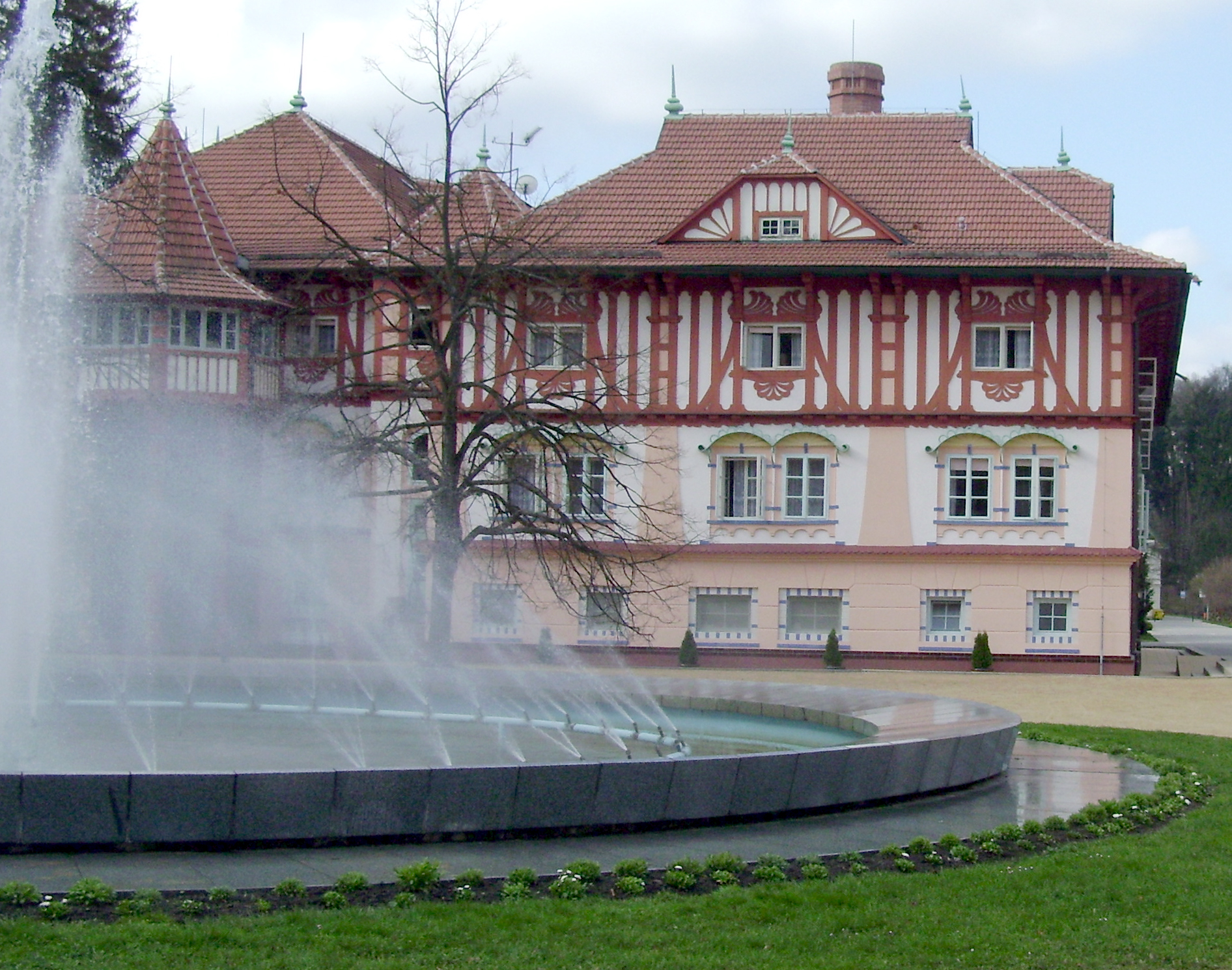
Jurkovičův dům
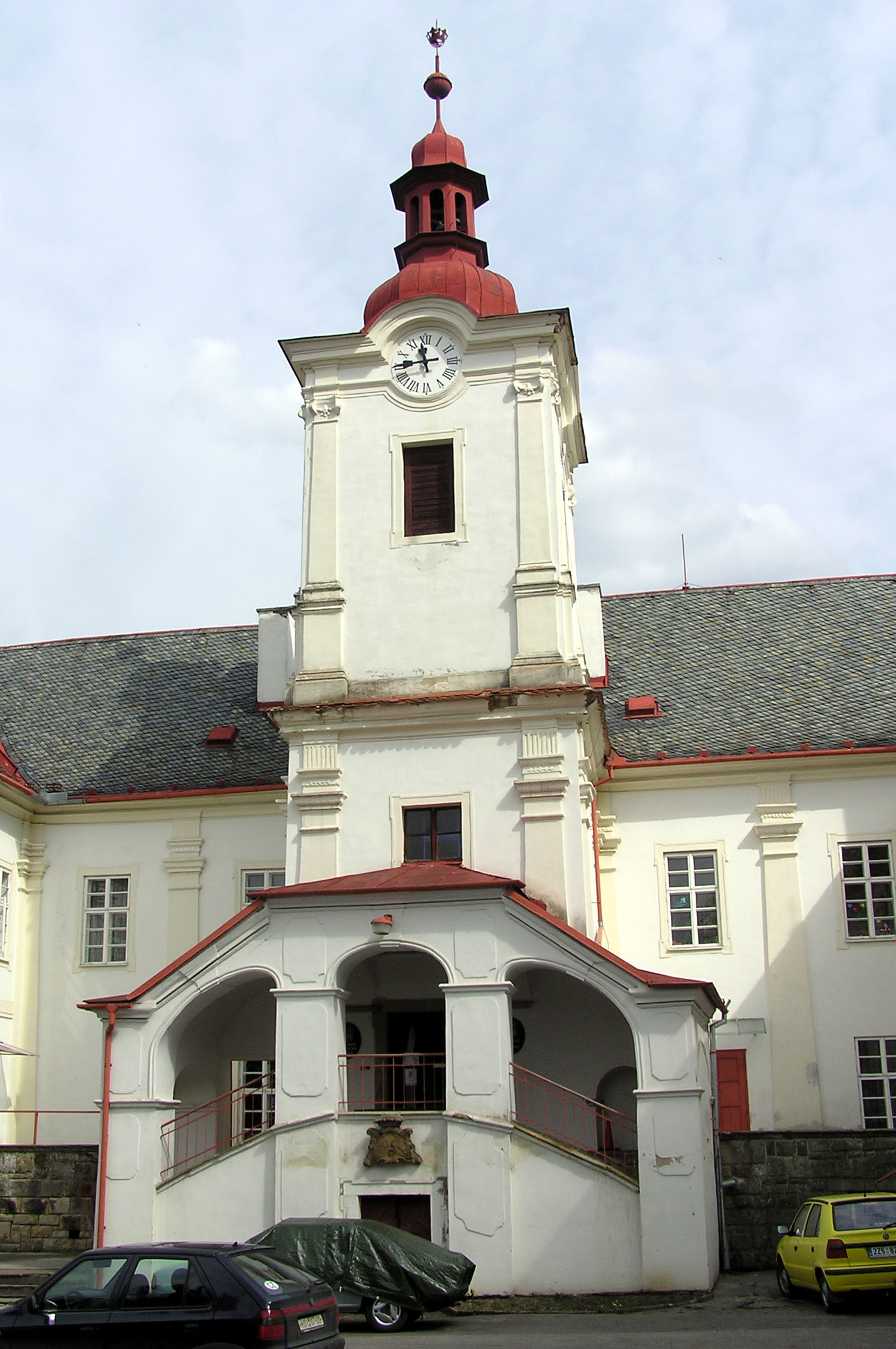
Barockschloss Luhačovice
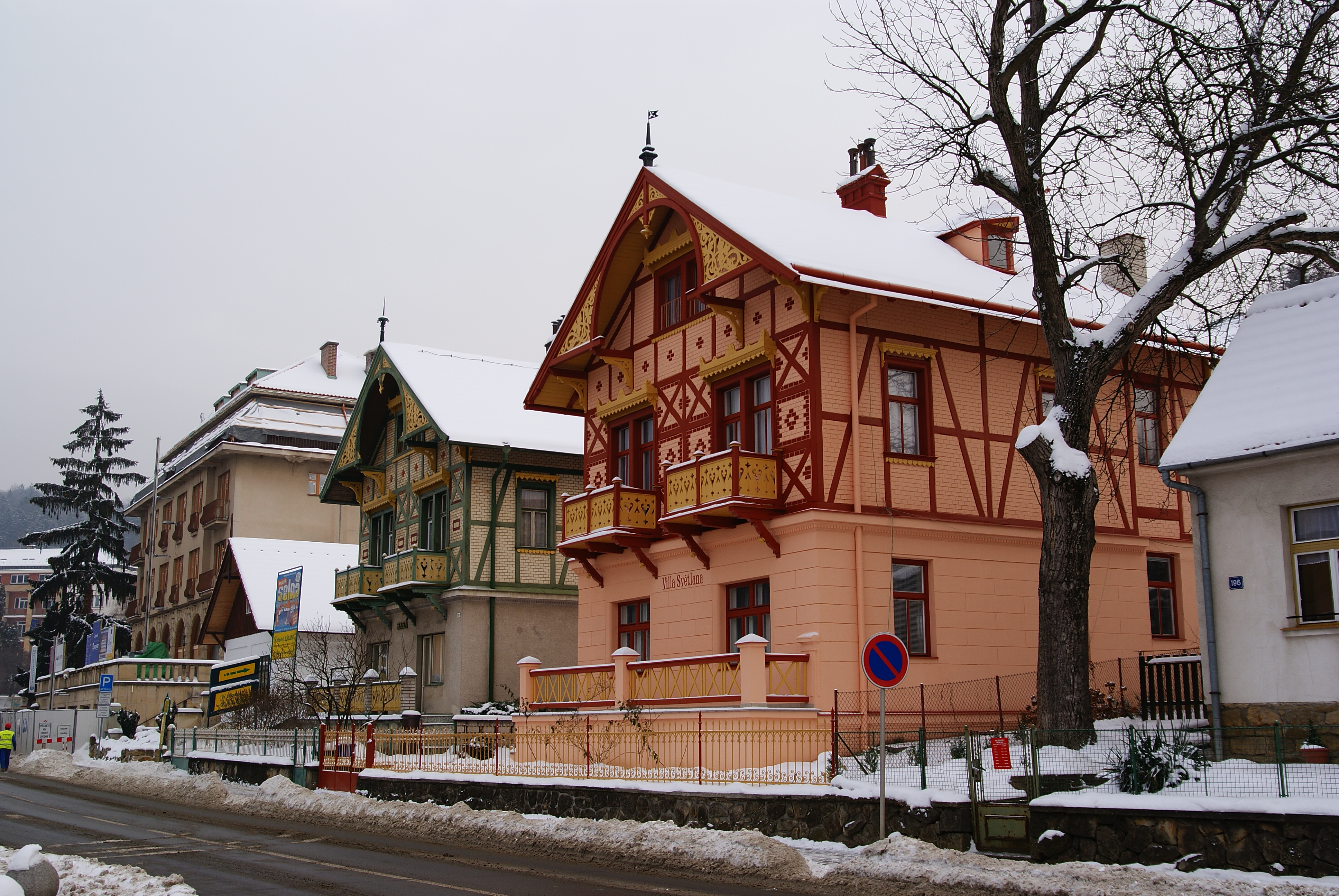
Vila Světlana

### Grünflächen und Naherholung
- Das Naturschutzgebiet Weiße Karpaten (Bílé Karpaty)
- Talsperre Luhačovice: Der Stausee zwei Kilometer flussaufwärts bildet ein Naherholungsgebiet.

### Regelmäßige Veranstaltungen
- Kulturelle Höhepunkte: Die jährliche Quelleneröffnung, das Festival Kleiner Bühnen, das Internationale Folklore-Festival für Kinder-Ensembles und das Musikfestival „Leoš Janáček und Luhačovice“, das auf die enge Verbindung dieses Komponisten zu Luhačovice verweist.